# Столбняк
Столбня́к (лат. tetanus) — сапронозное бактериальное острое инфекционное заболевание с контактным механизмом передачи возбудителя (столбнячная палочка), характеризующееся поражением нервной системы и проявляющееся тоническим напряжением скелетной мускулатуры и генерализованными судорогами.
Человек, заболевший столбняком, не может заразить окружающих, поэтому эпидемиологических мероприятий в очаге болезни не проводят. Иммунитет после болезни не развивается. Небольшое количество столбнячного токсина, достаточное для развития заболевания, не обеспечивает продукцию необходимых титров антител. Все больные с клиническими формами столбняка должны быть обязательно иммунизированы столбнячным анатоксином — после постановки диагноза или после выздоровления.

## Этиология
Возбудитель столбняка — грамположительная столбнячная палочка (лат. Clostridium tetani), являющаяся спорообразующим облигатным анаэробом, то есть живущая в бескислородной среде.
Это подвижная крупная тонкая палочка с закруглёнными концами длиной 4–8 мкм и шириной 0,3–0,8 мкм, имеющая до 20 длинных жгутиков.
Возбудитель столбняка относится к категории убиквитарных (вездесущих), но вместе с тем условно-патогенных микроорганизмов. Является обычным обитателем кишечника человека и животных, где он живёт и размножается, не причиняя вреда носителю.
Наибольшая обсеменённость столбнячной палочкой наблюдается в сельскохозяйственных районах с достаточной влажностью, где палочка обнаруживается в почвах садов, огородов, пастбищ и других местах, где присутствует загрязнённость фекалиями человека и животных.
В присутствии кислорода и температуре не ниже 5 °C образует споры. Споры устойчивы к внешнему воздействию: выдерживают нагревание до 90 °C в течение 2 часов, при кипячении погибают только через 1–3 часа, в сухом состоянии переносят нагревание до 150 °C, в солёной морской воде живут до 6 месяцев. В испражнениях, почве, на различных предметах сохраняются больше 100 лет.
При отсутствии кислорода, температуре 37 °C и достаточной влажности споры прорастают в малоустойчивую вегетативную форму.
Возбудитель образует столбнячный экзотоксин — один из сильнейших бактериальных ядов, уступающий по силе лишь ботулиническому токсину. Токсин разрушается при нагревании, воздействии солнечного света, щелочной среды. Не всасывается через слизистую оболочку кишечника, безопасен при проглатывании.

## История
На связь между ранениями и развитием столбняка обратили внимание ещё врачи древнейших цивилизаций Египта, Греции, Индии и Китая. Впервые клиническую картину этой болезни описал Гиппократ, у которого от столбняка умер сын. Изучением этого заболевания занимались Гален, Цельс, Аретей из Каппадокии, Авиценна, Амбруаз Паре и другие знаменитые врачи древности и средневековья.
Научное изучение столбняка началось во второй половине XIX века. Возбудитель столбняка был открыт почти одновременно в 1883 году русским хирургом Н. Д. Монастырским и в 1884 году немецким учёным А. Николайером. Чистую культуру микроорганизма выделил в 1887 году японский микробиолог С. Китасато, он же в 1890 г. получил столбнячный токсин и совместно с немецким бактериологом Э. Берингом создал противостолбнячную сыворотку. В 1923 году французский иммунолог Г. Рамон получил столбнячный анатоксин, который стал применяться для профилактики заболевания.

## Распространённость и уровень заболеваемости

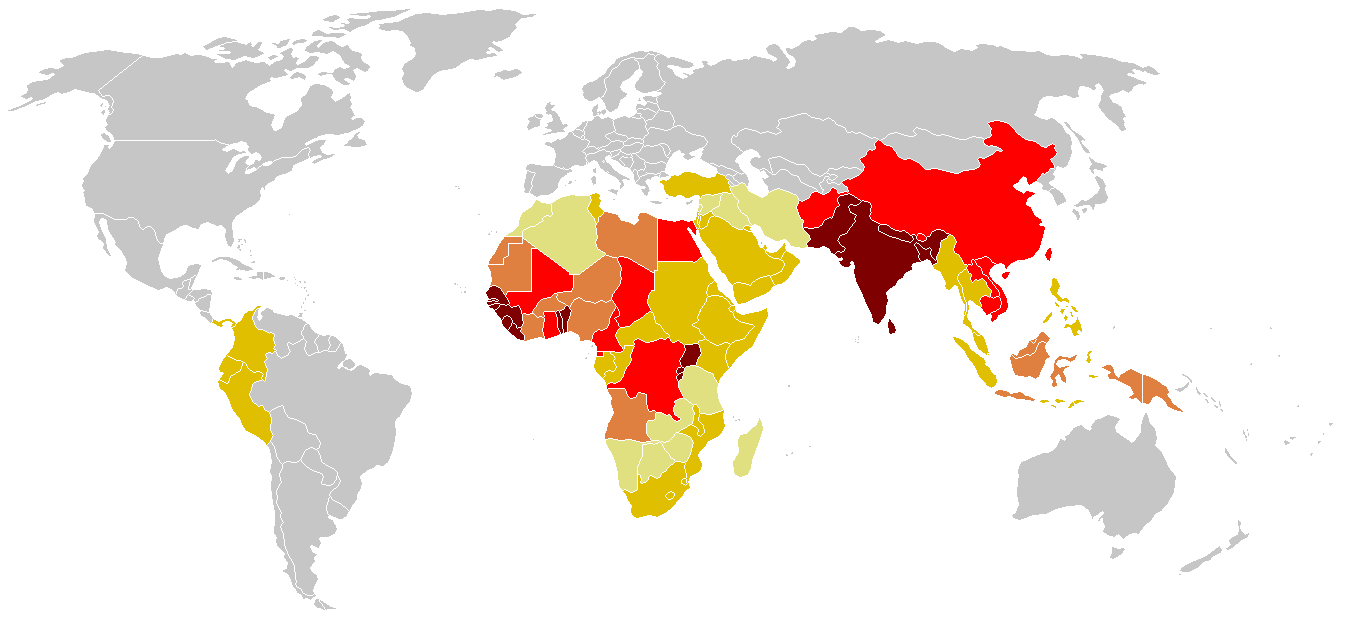
Зарегистрированные случаи заболевания столбняком (1990—2004). От большого уровня заболеваемости (тёмно-красный) до нескольких случаев (светло-жёлтый) (светло-серый — низкая заболеваемость)

Заболеваемость по состоянию на 2012

Столбняк встречается во всех регионах земного шара, но частота заболеваемости и процент летальных исходов возрастает по мере приближения к экватору. Наибольшее распространение столбняк имеет в странах с жарким и влажным климатом, в местностях, где отсутствуют или слабо применяются средства дезинфекции, профилактические прививки и вообще медицинская помощь — то есть в бедных и слаборазвитых странах Африки, Азии и Латинской Америки. 
В странах с невыраженной сменой сезонов (тропики и субтропики) заболевание встречается круглогодично, в странах с умеренным климатом имеет ярко выраженный сезонный характер (конец весны — начало осени).
Частота заболевания — 10—50 случаев на 100 000 населения в развивающихся странах и 0,1—0,6 в странах с обязательной иммунопрофилактикой.
80 % случаев столбняка приходится на новорождённых (при инфицировании через пуповину), а также на мальчиков до 15 лет из-за их повышенного травматизма. Среди взрослых около 60 % случаев столбняка приходится на лиц пожилого возраста. Наибольший процент заболевших и умерших наблюдается в сельской местности.
Летальность при заболевании столбняком очень высока (выше только у бешенства и у лёгочной чумы). При применении современных методов лечения умирает 17—25 % заболевших, снизить эти показатели в настоящее время не удаётся из-за развития осложнений, таких как пневмония, сепсис и паралич сердца, вызываемый токсином бактерий. В регионах, где отсутствуют профилактические прививки и квалифицированная медпомощь, смертность около 80 %. Смертность у новорождённых достигает 95 %.
В мире зарегистрировано около 61 000 смертей в 2010 году. Однако, учитывая возможность большого количества незарегистрированных случаев и невыраженных форм болезни (особенно у новорождённых), общие потери от столбняка на планете можно оценить в 350—400 тысяч человек ежегодно.

## Пути заражения
Возбудитель приобретает патогенные свойства только при попадании на повреждённые ткани живого организма, лишённые доступа кислорода. Особенно опасны колотые и иные глубокие раны, где создаются условия анаэробиоза.
Заболевание может развиться при глубоких ранениях и повреждениях кожи и слизистых оболочек, ожогах и обморожениях, при родах, у новорождённых через пуповину, обрезанную нестерильным инструментом, а также при некоторых воспалительных заболеваниях, при которых создаётся контакт очага воспаления с окружающей средой (гангрена, абсцессы, язвы, пролежни и т. д.). Частой причиной заражения бывают микротравмы нижних конечностей — ранения, уколы острыми предметами, колючками, даже занозы.
Также заболевание может быть вызвано укусами ядовитых животных, пауков (из пауков опасен род Poecilotheria) и пр.

## Механизм воздействия
Возбудитель, попадая в благоприятные условия, начинает активно размножаться, вырабатывая столбнячный токсин, который проникает через двигательные волокна периферических нервов и с током крови в спинной, продолговатый мозг и в ретикулярную формацию ствола мозга.
Столбнячный токсин состоит из тетаноспазмина, который действует на нервную систему, вызывая тонические сокращения поперечно-полосатой мускулатуры, и тетаногемолизина, вызывающего гемолиз эритроцитов.
Происходит паралич вставочных нейронов полисинаптических рефлекторных дуг. Вследствие этого импульсы поступают к мышцам некоординированно, вызывая постоянное тоническое напряжение скелетной мускулатуры, в результате чего возникают судороги. Повышается возбудимость коры головного мозга и ретикулярных структур, повреждаются дыхательный центр и ядра блуждающего нерва.
Ригидность (напряжение) мышц распространяется с поражённой конечности на противоположную, затем — на туловище, шею, голову, а потом возникают судороги. Может возникнуть паралич органов дыхания и сердечной мышцы.

## Классификация форм столбняка
В зависимости от путей заражения:
1. Травматический столбняк (раневой, послеоперационный, послеродовой, новорождённых, постинъекционный, после ожогов, обморожений, электротравм и т. д.).

По локализации в организме:
1. Общий, или генерализованный, столбняк (разновидность — головной столбняк Бруннера, или бульбарный столбняк).
2. Местный столбняк (разновидность — головной столбняк Розе или лицевой столбняк).

По тяжести течения заболевания:
1. Лёгкая — наблюдается редко (в основном у ранее привитых людей). Симптомы выражены незначительно, температура нормальная или немного повышена.
2. Средней тяжести — судороги и напряжение мышц нечастые и умеренные. Температура повышена.
3. Тяжёлая — относительно частые и интенсивные судороги. Характерное выражение лица, температура повышена.
4. Особо тяжёлая — энцефалитический столбняк (столбняк Бруннера) с поражением верхних отделов спинного и продолговатого мозга (дыхательный центр, ядра блуждающего нерва, сердечно-сосудистый центр), гинекологический столбняк и столбняк новорождённых.

## Клиническая картина
Общий (генерализованный) столбняк

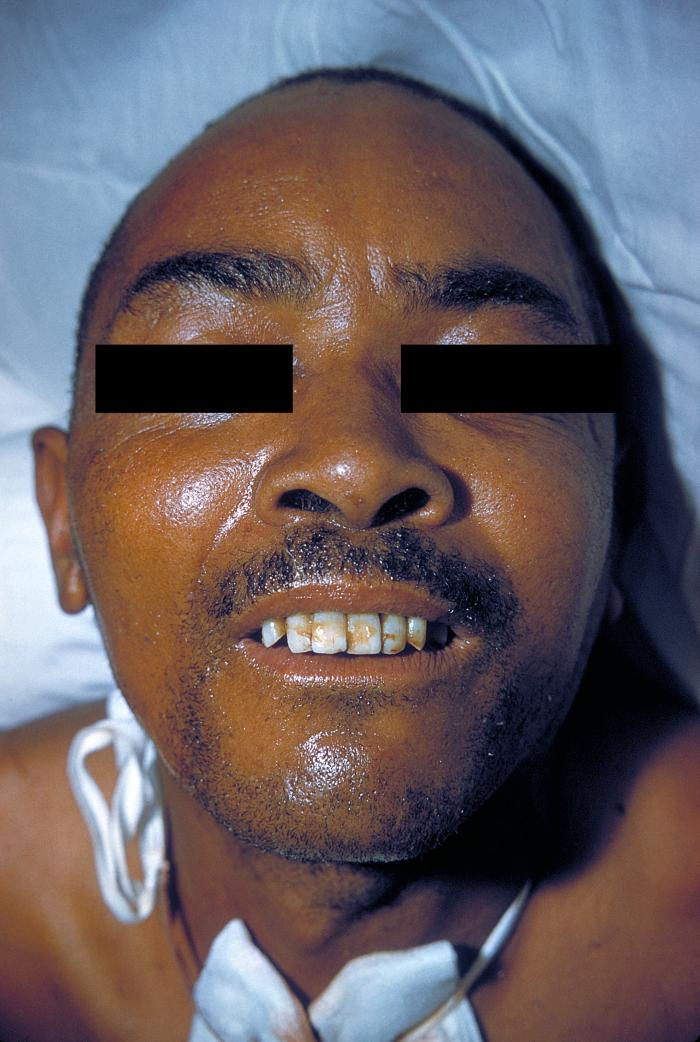
Тризм и risus sardonicus у пациента, больного столбняком

Различают 4 периода болезни: инкубационный, начальный, разгара и выздоровления.
Инкубационный период при столбняке составляет обычно около 8 дней, но может длиться до нескольких месяцев. При генерализации процесса, чем более удалён очаг инфекции от ЦНС, тем продолжительнее инкубационный период. Чем короче инкубационный период, тем тяжелее протекает заболевание.
Инкубационный период столбняка новорождённых в среднем от 5 до 14 дней, иногда от нескольких часов до 7 дней.
Заболеванию могут предшествовать головная боль, раздражительность, потливость, напряжение и подергивание мышц в районе раны. Непосредственно перед началом болезни отмечаются озноб, бессонница, зевота, боли в горле при глотании, боли в спине, потеря аппетита. Однако инкубационный период может протекать бессимптомно.
Начальный период продолжается до 2 дней. Наиболее ранний симптом — появление тупых тянущих болей в области входных ворот инфекции, где к этому времени может наблюдаться полное заживление раны. Практически одновременно или спустя 1—2 дня появляется тризм — напряжение и судорожное сокращение жевательных мышц, что затрудняет открывание рта. В тяжёлых случаях зубы крепко стиснуты и открыть рот невозможно.
Период разгара болезни продолжается в среднем 8—12 дней, в тяжёлых случаях до 2—3 недель. Его длительность зависит от своевременности обращения к врачу, ранних сроков начала лечения, наличия прививок в период, предшествующий заболеванию.
Развивается тоническое сокращение жевательных мышц (тризм) и судороги мимических мышц, вследствие чего у больного появляется сардоническая улыбка (лат. risus sardonicus): брови подняты, рот растянут в ширину, углы его опущены, лицо выражает одновременно улыбку и плач. Далее развивается клиническая картина с вовлечением мускулатуры спины и конечностей («опистотонус»).
Возникает затруднение глотания из-за спазма мышц глотки и болезненная ригидность (напряжение) мышц затылка. Ригидность распространяется в нисходящем порядке, захватывая мышцы шеи, спины, живота и конечностей. Появляется напряжение мышц конечностей, живота, который становится твёрдым как доска. Иногда наступает полная скованность туловища и конечностей, за исключением кистей и стоп.
Возникают болезненные судороги, вначале ограниченные, а затем распространяющиеся на большие группы мышц, которые длятся от нескольких секунд до нескольких минут. В лёгких случаях судороги возникают несколько раз в сутки, в тяжёлых — длятся почти непрерывно.
Судороги появляются спонтанно или при незначительных раздражениях (прикосновение, свет, голос). Во время судорог лицо больного покрывается крупными каплями пота, делается одутловатым, синеет, выражает страдание, боль. В зависимости от напряжения той или иной мышечной группы тело больного может принимать самые причудливые позы. Больной выгибается на постели в дугообразное положение, опираясь только пятками и затылком (опистотонус). Все мышцы настолько напряжены, что можно видеть их контуры. Ноги вытянуты в струну, руки согнуты в локтях, кулаки сжаты.
Некоторые больные предпочитают лежать на животе, при этом их ноги, руки и голова не касаются постели. Больные испытывают страх, скрежещут зубами, кричат и стонут от боли. В период между судорогами расслабления мышц не происходит. Сознание обычно сохранено. Больные обильно потеют. Возникает стойкая бессонница. Наблюдаются апноэ, цианоз, асфиксия.
Спазмы мышц приводят к затруднению или полному прекращению функций дыхания, глотания, дефекации и мочеиспускания, расстройству кровообращения и развитию застойных явлений во внутренних органах, резкому усилению обмена веществ, нарушению сердечной деятельности. Температура поднимается до 41—42 °C.
Период выздоровления характеризуется медленным, постепенным снижением силы и количества судорог и напряжения мышц. Может продолжаться до 2 месяцев. Этот период особенно опасен развитием различных осложнений.

## Диагностика
Диагноз столбняка в ранние сроки устанавливают, если выявляют тризм, сардоническую улыбку и дисфагию. Позднее появляется ригидность мышц затылка.
Гипертонус распространяется на другие мышцы туловища, присоединяются тетанические судороги, характерная особенность которых — сохранение гипертонуса мышц после приступа. Отличительная черта болезни — ясное сознание, лихорадка, потливость и гиперсаливация.

## Причина смерти
Наиболее частой причиной смерти является асфиксия вследствие спазма дыхательных мышц, голосовой щели и диафрагмы, на втором месте — паралич сердечной мышцы. В отдельных случаях причиной смерти могут быть инфаркт миокарда, пневмония, сепсис, эмболия лёгочных артерий и другие болезни, связанные с осложнениями после столбняка.
Головной столбняк Бруннера, или бульбарный столбняк — тяжелейшая форма болезни, разновидность общего столбняка, при которой поражаются верхние отделы спинного и продолговатого мозга. Болезнь проходит при самой тяжёлой клинической картине общего столбняка. Как правило, развивается при травмах головы или шеи.
Местный столбняк встречается редко, в основном у ранее привитых лиц. Характеризуется местными параличами, не затрагивающими всего организма. Болезнь характеризуется спазмами и подёргиваниями мышц в месте ранения, незначительным повышением температуры, отсутствием общих судорог. Часто переходит в общий (генерализованный) столбняк.
Головной столбняк Розе. Разновидность местного столбняка, возникает при ранениях головы и шеи, проявляется, в основном, параличом лицевого нерва на стороне поражения. Может перейти в общий столбняк или головной столбняк Бруннера.
Новорождённые болеют только общим столбняком.

## Лечение
Больной подлежит немедленной госпитализации в специализированный стационар.
Лечение включает в себя:
1. Борьбу с возбудителем в первичном очаге инфекции (вскрытие, санация и аэрация раны).
2. Нейтрализацию столбнячного токсина путём введения противостолбнячной сыворотки.
3. Противосудорожное лечение (тотальная миорелаксация).
4. Шумоизоляционный асептический бокс
5. Поддержание жизненно важных функций организма (искусственная вентиляция лёгких, контроль сердечной деятельности).
6. Профилактику и лечение осложнений (борьба с сопутствующими инфекциями, тромбозом), профилактика механических повреждений при судорогах.
7. Полноценное питание и уход.

Больной помещается в отдельную затемнённую палату, где исключается возможность воздействия внешних раздражителей (шум, свет и т. д.). Устанавливается круглосуточное медицинское наблюдение (пост). Больному нельзя покидать постель.
Питание больных в период разгара болезни очень затруднено, так как сильное напряжение мышц препятствует введению пищи через зонд и внутривенно. Рекомендуется питание жидкими продуктами (молоко, бульон и т. д.) Больные охотно и с удовольствием пьют воду.
Период лечения в стационаре составляет от 1 до 3 месяцев.

## Прогноз
Столбняк имеет высокие показатели смертности, по миру в целом около 50 %. У нелеченных взрослых — от 15 % до 60 %, у новорождённых, независимо от лечения, до 90 %. Благоприятность исхода определяется скоростью обращения за медицинской помощью.

## Осложнения
В период разгара болезни на фоне мышечного спазма и застойных явлений могут возникнуть бронхиты, пневмонии, инфаркт миокарда, сепсис, автопереломы костей и позвоночника, вывихи, разрывы мышц и сухожилий, отрыв мышц от костей, тромбоз вен, эмболия лёгочных артерий, отёк лёгких.
К более поздним осложнениям можно отнести слабость, тахикардию, деформацию позвоночника, контрактуры мышц и суставов, временный паралич черепных нервов.
Компрессионная деформация позвоночника может сохраняться до 2 лет.
При выздоровлении человек лишь через 2 месяца может приступить к работе. Не менее 2 лет он должен наблюдаться у невролога.
Крайне редко, по неясным причинам, случается рецидив (повторное проявление) болезни.

## Профилактика
Профилактика заболевания осуществляется в трёх направлениях:
1. Профилактика травм и санитарно-просветительская работа среди населения.
2. Специфическая профилактика в плановом порядке путём введения противостолбнячной вакцины всем детям от 3 месяцев до 17 лет по календарю прививок. Взрослым каждые 10 лет проводится ревакцинация.
3. Экстренная профилактика применяется как привитым, так и непривитым людям при:
  1. ранениях и травмах при нарушении целостности кожных покровов и слизистых оболочек;
  2. ранениях и операциях желудочно-кишечного тракта;
  3. ожогах и обморожениях II—IV степени;
  4. родах и абортах вне медицинских учреждений;
  5. гангрене или некрозе тканей, длительно текущих абсцессах, карбункулах, язвах, пролежнях;
  6. укусах животных.

Вакцины против столбняка:
- АС — столбнячный анатоксин (вводится при необходимости, например, при колотых травмах);
- АКДС — адсорбированная коклюшно-дифтерийно-столбнячная вакцина;
- АДС — адсорбированная дифтерийно-столбнячная вакцина;
- АДС-м — адсорбированная дифтерийно-столбнячная вакцина с уменьшенным содержанием дифтерийного анатоксина[10].

## Столбняк в Российской Федерации
На 2012 год в России регистрируется в среднем 30—35 случаев столбняка человека в год, из них 12—14 заканчиваются смертью больного, остальные — выздоровлением. Вероятность летального исхода составляет, таким образом, 40 %. Большинство заболевших — лица старше 65 лет (70 % случаев), не привитые от столбняка.

## Столбняк у животных
Подавляющее большинство случаев столбняка отмечено у домашних животных, по-видимому, просто из-за того, что возможность наблюдать столбняк у диких зверей и птиц затруднена. Однако плотоядные млекопитающие и птицы, в отличие от травоядных, менее чувствительны к воздействию столбнячного токсина.
Пути заражения, развитие заболевания и прогноз практически совпадают с аналогичными показателями у человека.
Первые симптомы — нарушение процесса пережёвывания и глотания пищи, связанное с судорогами жевательных мышц. Появляется беспокойство, нарушение походки, искажается голос. Ушные раковины становятся неподвижными, часто происходит выпадение третьего века. Затем начинаются судороги, тело и конечности вытягиваются, нарушается дыхание. Температура резко повышена. Животные, тем не менее, узнают хозяина, хотя часто проявляется повышенная агрессивность к человеку или к сородичам, связанная, несомненно, с болевым синдромом.
Лечение животных, заболевших столбняком, проводится по той же схеме, что и лечение человека.